# Paul Pfeffer

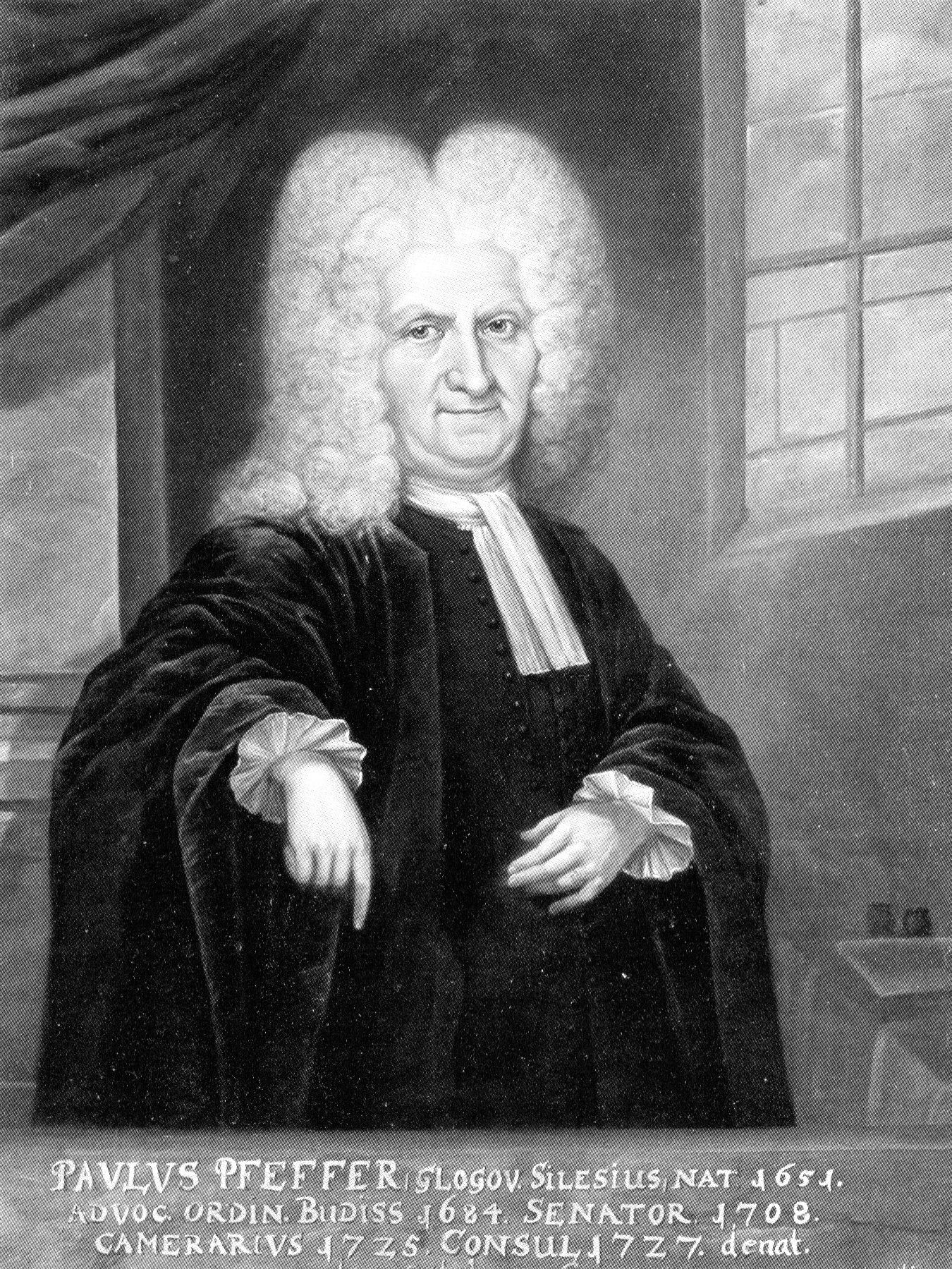
Christoph Gottlob Glymann: Paul Pfeffer. Öl auf Kupfer, 1736. Museum Bautzen: 9414

Paul Pfeffer (* 8. April 1651 in Neustadt am Weißfurt; † 21. Oktober 1736 in Budissin, heute Bautzen) war ein deutscher Jurist, Politiker und geistlicher Liederdichter.

Paul Pfeffers Vater Joachim d. Ä. († 1678) war protestantischer Pfarrer in Neustadt im schlesischen Fürstentum Glogau. 1654 musste er mit seiner Familie wegen Religionsdiskriminierungen die Heimat verlassen und migrierte in die zu Sachsen gehörende Oberlausitz. In Lissa bei Görlitz nahm er 1656 wieder ein geistliches Amt auf.

## Ausbildung, juristische Tätigkeit und Amtsträger in Budissin
Paul Pfeffer besuchte in Görlitz ab 1661 das Gymnasium Augustum und ab 1670 begann er in Jena Jura zu studieren. 1672 wechselte er nach Leipzig an die Alma Mater und setzte da bis 1674 sein Jura- und Philosophiestudium fort, ohne jedoch mit einem akademischen Grad abzuschließen.
Nach verschiedenen Hauslehrerstellen und einer längeren Reise im In- und Ausland kam er am 13. März 1684 nach Budissin und ließ sich hier als Advokat nieder.
Am 19. Januar 1708 wurde der angesehene Jurist, auf Bitten von offizieller Seite, Mitglied des Budissiner Rates.
1725 wechselte er vom Gerichtskollegium in die Ratskammer und übernahm den Posten des Kämmerers. Als gegen Ende des Jahres 1727 in kurzer Zeit der regierende- und zwei weitere Bürgermeister verstarben, wurde der bereits 76-jährige Pfeffer zum Bürgermeister gewählt. Dieses Amt übte er bis 1733 aus. Über sein Wirken als Ratsherr und Bürgermeister ist bisher wenig bekannt, Recherchen dazu stehen noch aus.

## Familie und Privatleben

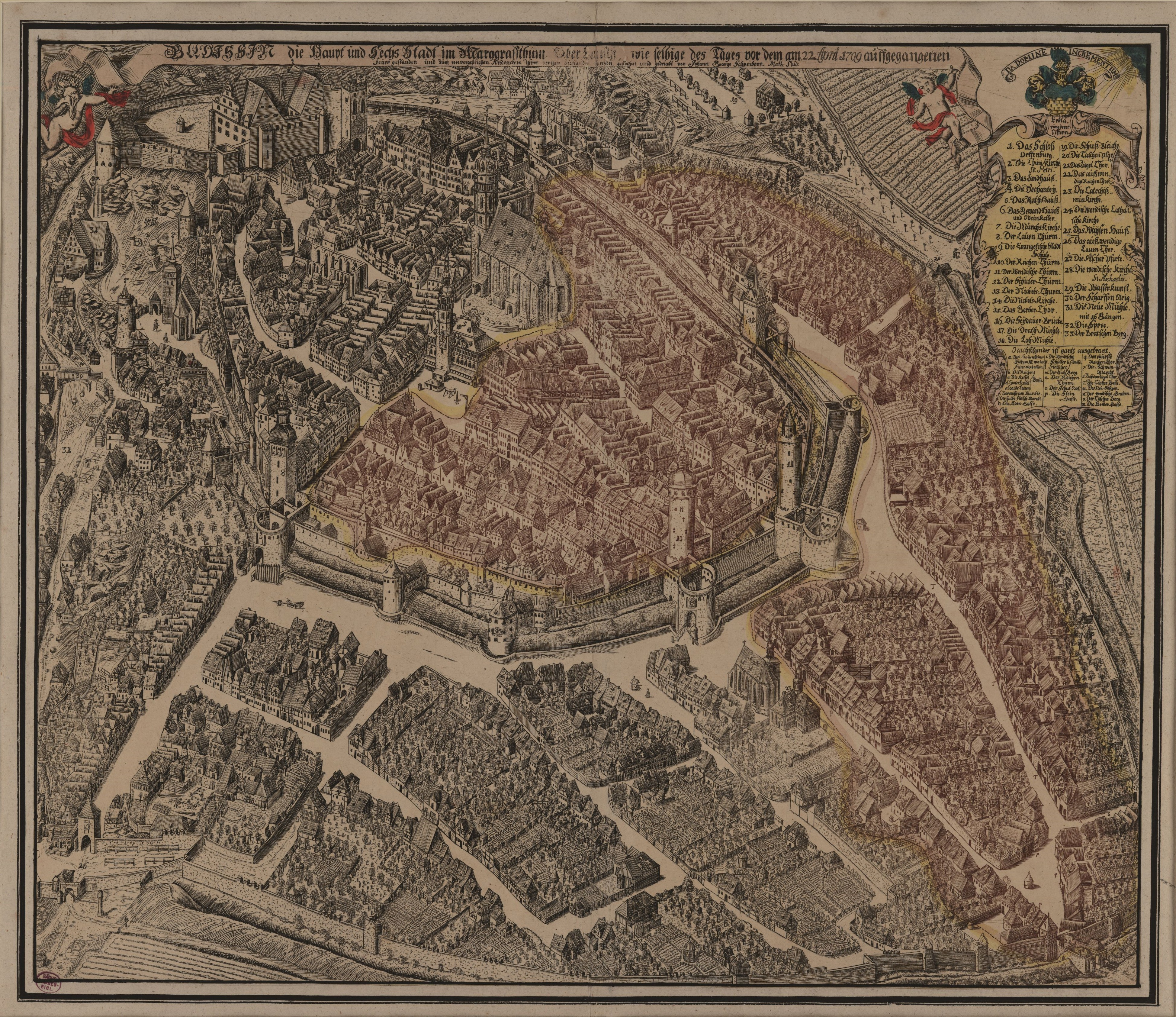
Ausmaß des Bautzener Stadtbrandes von 1709. Johann George Schreiber, Kupferstich, 1709

Am 28. November 1684 heiratete Paul Pfeffer die wohlhabende Witwe Helena Elisabeth Ritze (1659–1689), welche das Haus Reichenstraße 6 in die Ehe brachte. Beim Stadtbrand in der Nacht vom 6. zum 7. Juli 1686 verloren die Eheleute neben Haus und Bierhof ihren gesamten Besitz. Drei Jahre später starb Pfeffers Frau an Schlagfluss, diese Ehe war kinderlos geblieben.
Im Oktober 1690 ging Pfeffer die Ehe mit Anna Susanna Eichler ein. Das Paar bekam zwei Söhne und fünf Töchter, von denen nur die jüngste Tochter Eleonora Sophie († 1735) das Kindesalter überlebte. Ein weiterer Schicksalsschlag folgte, als seine zweite Frau am 23. April 1707 verstarb.
Zum dritten Mal vermählte er sich im Oktober 1708 mit seiner ehemaligen Schwägerin Margarethe Eichler geb. Thon (1669–1735), der Witwe des Bruders seiner zweiten Gattin.
Beim Stadtbrand am 22. April 1709 wurde Pfeffers Haus in der Reichenstraße abermals vernichtet. In seiner Funktion als Ratsherr war er nun für die Beseitigung der Brandschäden in der Stadt zuständig.
Mit Beginn des Jahres 1730 verschlechterte sich Pfeffers Gesundheitszustand und er wurde langsam zum Pflegefall. Vollends den Lebensmut verlor er wohl, als am 24. April 1735 seine dritte Frau und Pflegerin an Schlagfluss verschied und ihr am 3. Mai die Tochter Eleonora Sophie folgte.
Paul Pfeffer starb am 21. Oktober 1736 und wurde am 24. Oktober auf dem Taucherfriedhof beigesetzt.

## Werk

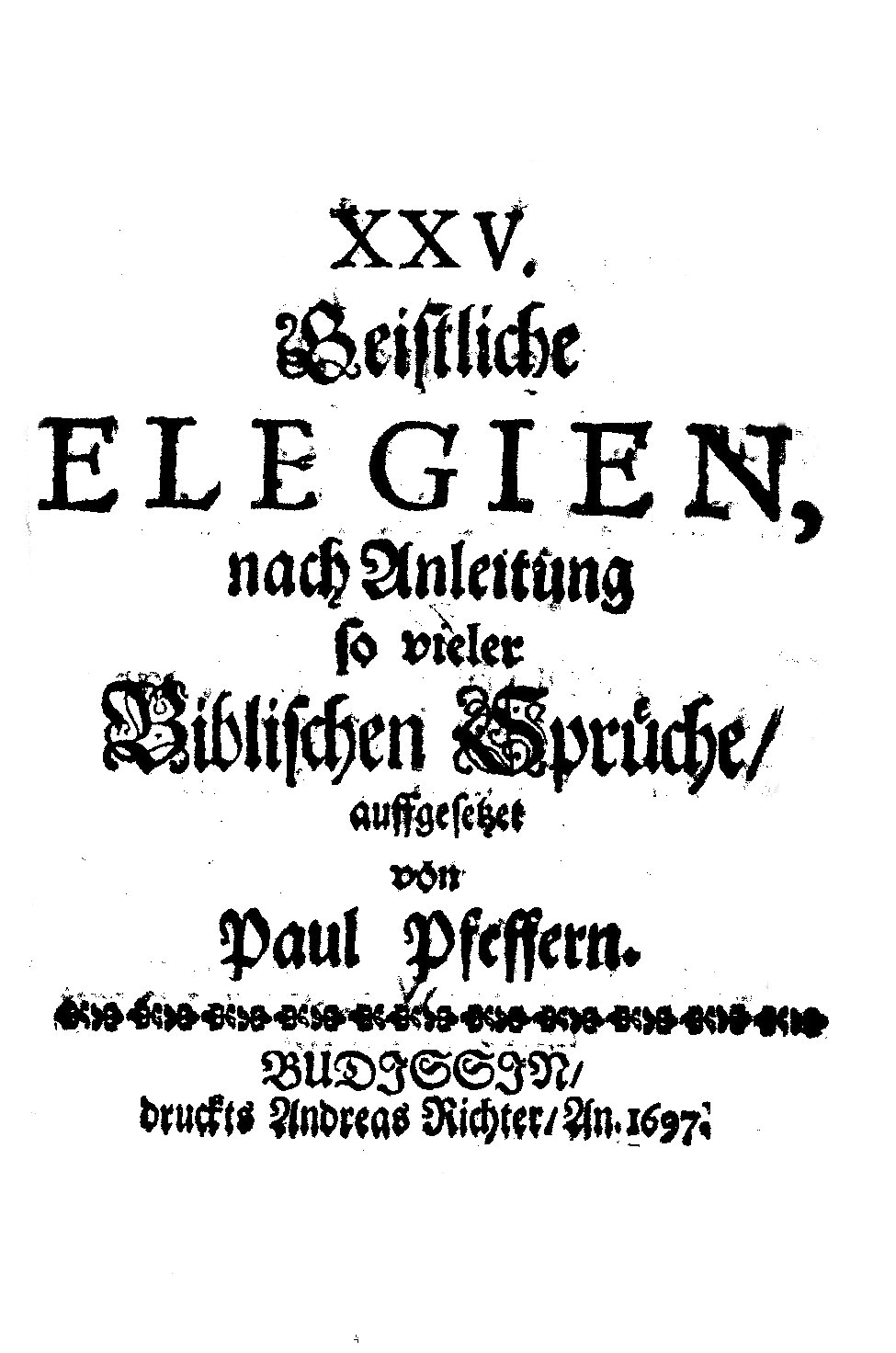
XXV. Geistliche Elegien, 1697

Pfeffer befasste sich bis ins hohe Alter mit der Poesie, schrieb überwiegend religiöse Lieder in deutscher Sprache. In seinen geistlichen und weltlichen Gedichten versuchte er unter anderem auch seine zahlreichen Schicksalsschläge zu verarbeiten. Welchen Stellenwert seine Barockdichtung besitzt, kann erst nach eingehender Sichtung seiner Werke und dem Vergleich mit anderen Autoren beurteilt werden.

### Ausgewählte Schriften
- Trauriges Andenken Des Fünfften Julij / An welchen Tage leider! itzt ein Jahr / durch eine umb Mitternacht entstandene Feuers-Brunst / in der Churfl. Sächß. Haubt-Sechß-Stadt Budißin / Anderthalb Hundert Häuser / Sambt der Evangel. Schule / einer Cathol. Kirche / dem Reichenthurme und vielen schönen Vorwergen / in die Asche gelegt worden: in folgenden Reim-Zeilen vorgestellt. Richter, Budissin 1687.
- XXV. Geistliche Elegien, nach Anleitung so vieler Biblischer Sprüche auffgesetzet. Richter, Budissin 1697.
- Funfzig geistliche Lieder und Andachten. Budissin 1699.
- Poetische Erqvick-Stunden : Oder in deutschen Versen abgefassete Gute Gedanken, Bey Erwegung allerhand Biblischer Sprüche. Und in unterschiedlichen Ihn selbst betreffenden Angelegenheiten. Verlegts Johann Gottlob Laurentius, Leipzig/Görlitz 1709. Zweyter Theil. Görlitz 1718.
- Nöthige Vorbereitung zum Tode. Budissin 1726.
- Budissiner Gesangbuch 1734, 9 Lieder: Nr. 734, 781, 786, 793, 807, 813, 828, 893, 937.